# Carlos Clos Gómez
Carlos Clos Gómez (Zaragoza, España, 30 de junio de 1972) es un exárbitro de fútbol español de la Primera División de España. Perteneció al Comité de Árbitros de Aragón.

## Trayectoria
Comenzó arbitrando fútbol sala en 1987, y una temporada después se pasó al fútbol. 
Tras ir asciendo escalafones como árbitro consiguió posicionarse como un joven con futuro en el arbitraje aragonés, se proyectó rápidamente su ascenso a la segunda división "B" en la temporada 1997/98, donde permaneció cuatro campañas. En julio de 2001 le comunicaron su ascenso al fútbol profesional, a la segunda división, donde permaneció dirigiendo encuentro durante cinco temporadas. 
Tras finalizar la temporada 2005/06 ascendió a Primera División de España, donde debutó en la categoría en el partido Real Club Deportivo Español y el Club Gimnàstic de Tarragona (0-1).
Dirigió el partido de ida de la Supercopa de España de 2012 entre el Fútbol Club Barcelona y el Real Madrid Club de Fútbol (3-2).
El 17 de mayo de 2013 fue el encargado de dirigir la final de la Copa del Rey entre el Real Madrid Club de Fútbol y el Club Atlético de Madrid (1-2).
El 29 de marzo de 2014 el aragonés arbitró su partido número 150 en la Primera División de España entre el Real Club Deportivo Español y el Fútbol Club Barcelona.
El 19 de noviembre de 2014 se lesionó pasando las pruebas físicas, concretamente la prueba de resistencia consistente en correr 2.000 metros en menos de un tiempo estipulado. El colegiado estuvo apartado de los terrenos de juego por más de un mes y volvió a estos, tras haber pasado la repesca de las pruebas físicas, el 3 de enero con un Elche CF - Villarreal CF.
Dirigió el derbi madrileño de ida de los octavos de final de la Copa del Rey de la temporada 2014/15 entre Atlético de Madrid y Real Madrid (2-0).
La carrera arbitral de Clos Gómez acabó, tras once temporadas activas en primera división, en la temporada 2016/17 debido a la regla del Comité Técnico de Árbitros de retirar a todos los árbitros que durante la temporada en curso cumplan 45 años. Clos Gómez nació el 30 de junio de 1972, pero la temporada empieza el 1 de julio de cada año, así pues, al término de la temporada 2016/17, y por solo un día, Clos Gómez cumplió 45 años y tuvo que retirarse. 
El último encuentro de liga que dirigió fue el Granada Club de Fútbol-Real Club Deportivo Español (1-2) el 19 de mayo de 2017. 
El último encuentro de su carrera arbitral fue la Final del Campeonato de España-Copa de Su Majestad el Rey de Fútbol, celebrado el 27 de mayo de 2017 en el Estadio Vicente Calderón siendo este el último partido oficial para ambos, tanto para Clos Gómez como para el Estadio Vicente Calderón. Esta final enfrentó al Fútbol Club Barcelona y al Deportivo Alavés (3 – 1).
Tras su retiro fue nombrado responsable del Proyecto VAR por parte del Comité Técnico de Árbitros

## Internacional
El 1 de enero de 2009 se le concedió la escarapela FIFA, y debutó el 23 de julio de 2009 en el encuentro de segunda ronda clasificatoria de la Europa League, entre el equipo belga KAA Gent contra el bielorruso FC Naftan Novopolotsk (1-0).
Clos Gómez acudió con el equipo arbitral de Carlos Velasco Carballo actuando en las funciones de árbitro asistente de área en la Eurocopa 2012 celebrada en Polonia y Ucrania
Asimismo, ha dirigido partidos de preparación para el Mundial de Brasil 2014 y ha actuado de árbitro asistente adicional en varios partidos de fases finales de UEFA Champions League.

## Entrevistas
Carlos Clos Gómez se reunió con la web arbitral El Rincón del Árbitro en el mes de julio de 2013 para realizar una entrevista. Entrevista Carlos Clos Gómez
Asimismo, también protagonizó un espacio en Aragón TV en el que se reflexiona sobre el trabajo del árbitro y se ofrece el día a día de un colegiado de primer nivel. De profesión, árbitro.

## Premios
- Silbato de oro de Primera División (2): 2008 y 2013
- Trofeo Vicente Acebedo (1): 2013